# 雅各布·坦普尔顿
雅各布·坦普尔顿（英語：Jacob Templeton，1995年5月24日—），澳大利亚男子游泳运动员。他曾代表澳大利亚参加2022年英联邦运动会游泳比赛，获得一枚铜牌。他也曾参加2016年夏季残奥会。